# فرانسيسكو باتشيكو ديل ريو

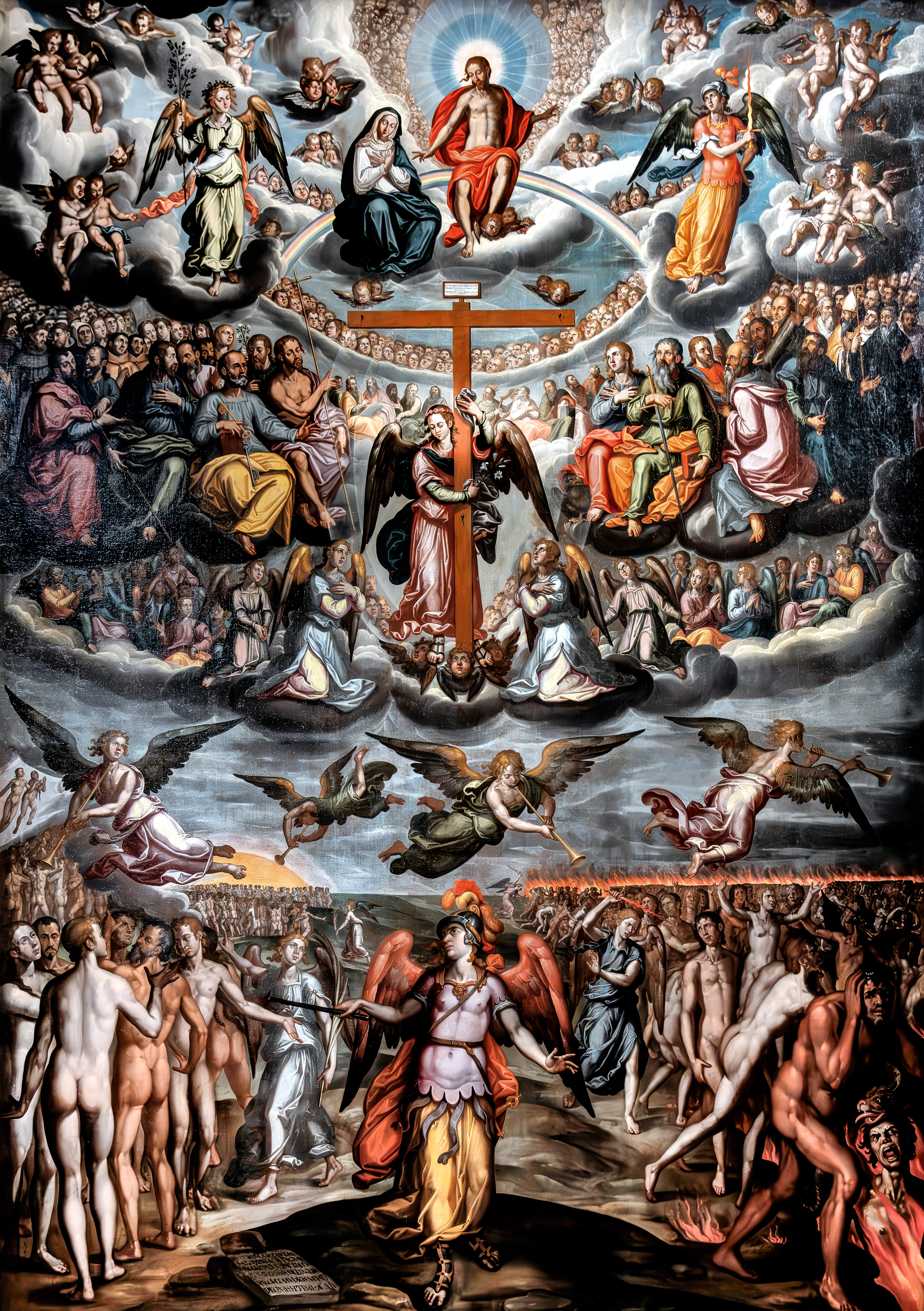
من لوحات فرانثيسكو باتشيكو

فرانثيسكو باتشيكو ديل ريو (بالإسبانية: Francisco Pacheco del Río، ولد في 1564، شلوقة، قادس، إسبانيا - توفي في 1644، إشبيلية، إسبانيا) كاتب ورسام ومؤرخ فني إسباني. على الرغم من عدم شهرته كفنان إلا انه في أكاديميته درس لفنانين عمالقة مثل دييغو فيلاثكيث، وألونسو كانو، كما كتب كتاب «فن الرسم» (بالإسبانية: Arte de la pintura) عام 1649 الذي دون فيه معلومات مهمة عن فيلاثكيث وفنانيين غيره. ويعد كتابه هذه أهم كتاب عن فن الرسم الإسباني في القرن السابع عشر.

## حياته
ولد فرانثيسكو باتشيكو في شلوقة، والده كان خوان بيريث وأمه ليونور ديل ريو، وخلال فترة صغره أنتقلت أسرته إلى إشبيلية ودرس هناك على يد لويس فيرنانديث. تأثر في شبابه برسامين عصر النهضة الإيطالية والفنان إل غريكو. كان عمه رئيس كاتدرائية إشبيلية التي كانت أيامها أكبر كاتدرائية في العالم المسيحي.
بالرغم من عدم كون باتشيكو فناناً عظيماً إلا انه بالرغم من ذلك كان مدرس كبيراً، واشتهر لذلك جداً وكان النبلاء الإسبان يبعثون له أولادهم حتى يعلمهم. ومع أنه كان مدرس ملتزم لكن كان يشجع تلاميذه على عمل اختبارات فنية. لكن في مواضيع الرسم الديني كان ملتزم بمعايير الرسم السائدة في عصره. في عام 1618 عين مراقباً ومراجعاً للرسومات الدينية في ديوان التفتيش المقدس في إشبيلية.
أعجب باتشيكو يعمل تلميذه دييغو فيلاثكيث وساعده لكي يبدأ حياته الفنية، ونصحه بأن يذهب ويرسم في مدريد. فسافر على هناك ورسم دون لويس دو غونغورا إي أرغوتا - من أشهر شعراء إسبانيا أيامها -، كتب باتشيكو في كتابه «فن الرسم» اأن لوحة دون لويس لاقت نجاح كبير في مدريد.
إضافة إلى ذلك، فإن باتشيكو قد عرف دييغو فيلاثكيث بمساعدة الملك الأيمن أوليفاريس الذي كان من عشاق الأداب والفنون وكان هو أيضاً من إشبيلية وكان باتشيكو رسم قبل ذلك بورتريه له. كانت العلاقات حميمه جداً بين باتشيكو ودييغو فيلاثكيث وتوجت بزوج فيلاثكيث من ابنة باتشيكو خوانا باتشيكو عام 1618.

## وصلات خارجية
- فرانسيسكو باتشيكو ديل ريو على موقع الموسوعة البريطانية (الإنجليزية)

- (بالإسبانية) فرانثيسكو باتشيكو ديل ريو